# Da Marcha dos Animais
Da marcha dos animais (em latim, De incessu animalium; em grego clássico, Περι πορειας ζωιων) é um texto de Aristóteles sobre os detalhes da marcha e movimento em várias espécies de animais.
A abordagem de Aristóteles ao assunto é perguntar "porque alguns animais não têm pés; outros são bípedes; outros, quadrúpedes; outros têm muitos pés; e porque todos têm um número par de pés, se é que eles têm pés; porque, enfim, todos os pontos em que o avanço depende são pares em número".
É um bom exemplo de como ele trouxe pressuposições teleológicas aos estudos empíricos.